# Liste der Biografien/Hauc
Liste der Biografien |
Portal Biografien |
Personensuche
# |
A |
B |
C |
D |
E |
F |
G |
H |
I |
J |
K |
L |
M |
N |
O |
P |
Q |
R |
S |
T |
U |
V |
W |
X |
Y |
Z |
?
 
Ha |
Hd |
He |
Hi |
Hj |
Hk |
Hl |
Hm |
Hn |
Ho |
Hr |
Hs |
Ht |
Hu |
Hv |
Hw |
Hy
 
Haa |
Hab |
Hac |
Had |
Hae–Haf |
Hag |
Hah |
Hai |
Haj |
Hak |
Hal |
Ham |
Han |
Hao |
Hap |
Haq |
Har |
Has |
Hat |
Hau |
Hav |
Haw |
Hax |
Hay |
Haz
 
Haua |
Haub |
Hauc |
Haud |
Haue |
Hauf |
Haug |
Hauk |
Haul |
Haum |
Haun |
Hauo |
Haup |
Haur |
Haus |
Haut |
Hauv |
Hauw |
Haux |
Hauy |
Hauz
Die Liste der Biografien führt alle Personen auf, die in der deutschsprachigen Wikipedia einen Artikel haben. Dieses ist eine Teilliste mit 85 Einträgen von Personen, deren Namen mit den Buchstaben „Hauc“ beginnt.

## Hauc

### Hauca
- Haucap, Justus (* 1969), deutscher WirtschaftswissenschaftlerJustus Haucap (* 1969)

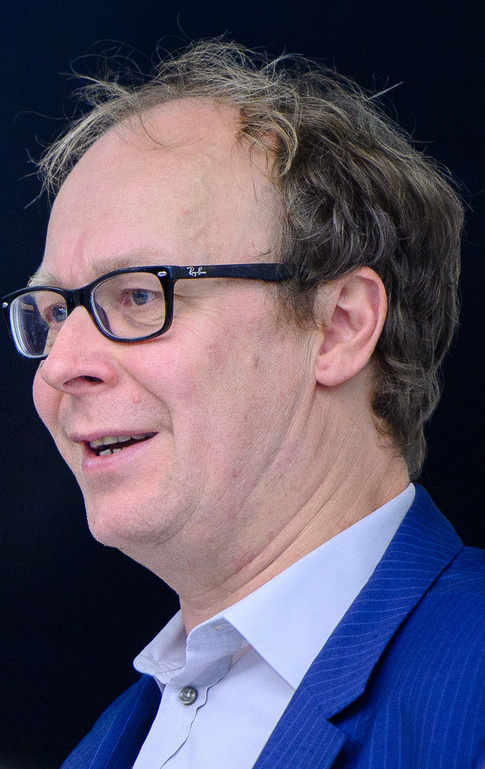
Justus Haucap (* 1969)

### Hauch
- Hauch, Andreas von (1708–1782), dänischer General der Infanterie und Oberkriegssekretär
- Hauch, Carsten (1790–1872), dänischer Physiker und Schriftsteller
- Hauch, Frederik von (1754–1839), Generalpostdirektor in Dänemark
- Hauch, Gabriella (* 1959), österreichische Historikerin für Geschichte der Neuzeit/Frauen- und Geschlechtergeschichte
- Hauch, Hans-Jürgen (* 1959), deutscher Fechter und Fechttrainer
- Hauch, Margret (* 1950), deutsche Politikerin (GAL/Frauenfraktion) und Psychologin, MdHB
- Hauch, Regine (* 1956), deutsche Wissenschaftsjournalistin und Sachbuchautorin
- Hauchard, Arnaud (* 1971), französischer Schachspieler
- Hauchecorne, Friedrich (1894–1938), deutscher Zoologe, Ornithologe und Zoodirektor in Halle und Köln
- Hauchecorne, Gaston (1880–1945), französischer Bildhauer
- Hauchecorne, Wilhelm (1828–1900), deutscher Geologe und erster Präsident der Preußischen Geologischen Landesanstalt in Berlin
- Hauchin, Johannes (1527–1589), katholischer Theologe und Erzbischof von Mechelen
- Hauchler, Ingomar (* 1938), deutscher Politiker (SPD), MdB

### Hauck
- Hauck, Albert (1845–1918), deutscher Theologe und Kirchenhistoriker
- Hauck, Alfred (1856–1935), deutscher Theaterschauspieler sowie Opern- und Operettensänger (Tenor)
- Hauck, Angela (* 1965), deutsche Eisschnellläuferin
- Hauck, Arnold (1928–2020), deutscher Landwirt, Bürgermeister und Vorsitzender des Bundesverbandes Deutscher Tabakpflanzer
- Hauck, Christian (1938–2020), deutscher Politiker (DDR-CDU, CDU), MdV, MdL
- Hauck, Elias (* 1978), deutscher Comiczeichner
- Hauck, Elke (* 1967), deutsche Regisseurin
- Hauck, Emil (1879–1972), österreichischer Kynologe
- Hauck, Emma (1878–1920), deutsche Art-brut-Künstlerin
- Hauck, Ernst (* 1954), deutscher Jurist und Vorsitzender Richter am Bundessozialgericht
- Hauck, Erwin (1909–1970), deutscher Radsportfunktionär und Präsident des Bundes Deutscher Radfahrer
- Hauck, Ferdinand (1805–1871), deutscher Flügelbauer
- Hauck, Frederick (* 1941), US-amerikanischer Astronaut
- Hauck, Friedrich (1882–1954), deutscher evangelischer Theologe und Hochschullehrer
- Hauck, Friedrich Ludwig (1718–1801), deutscher Porträt- und Miniaturmaler
- Hauck, Friedrich Michael (1769–1839), Bankier und Politiker Freie Stadt Frankfurt
- Hauck, Friedrich Wilhelm (1897–1979), deutscher General der Artillerie; MilitärhistorikerFriedrich Wilhelm Hauck (1897–1979)

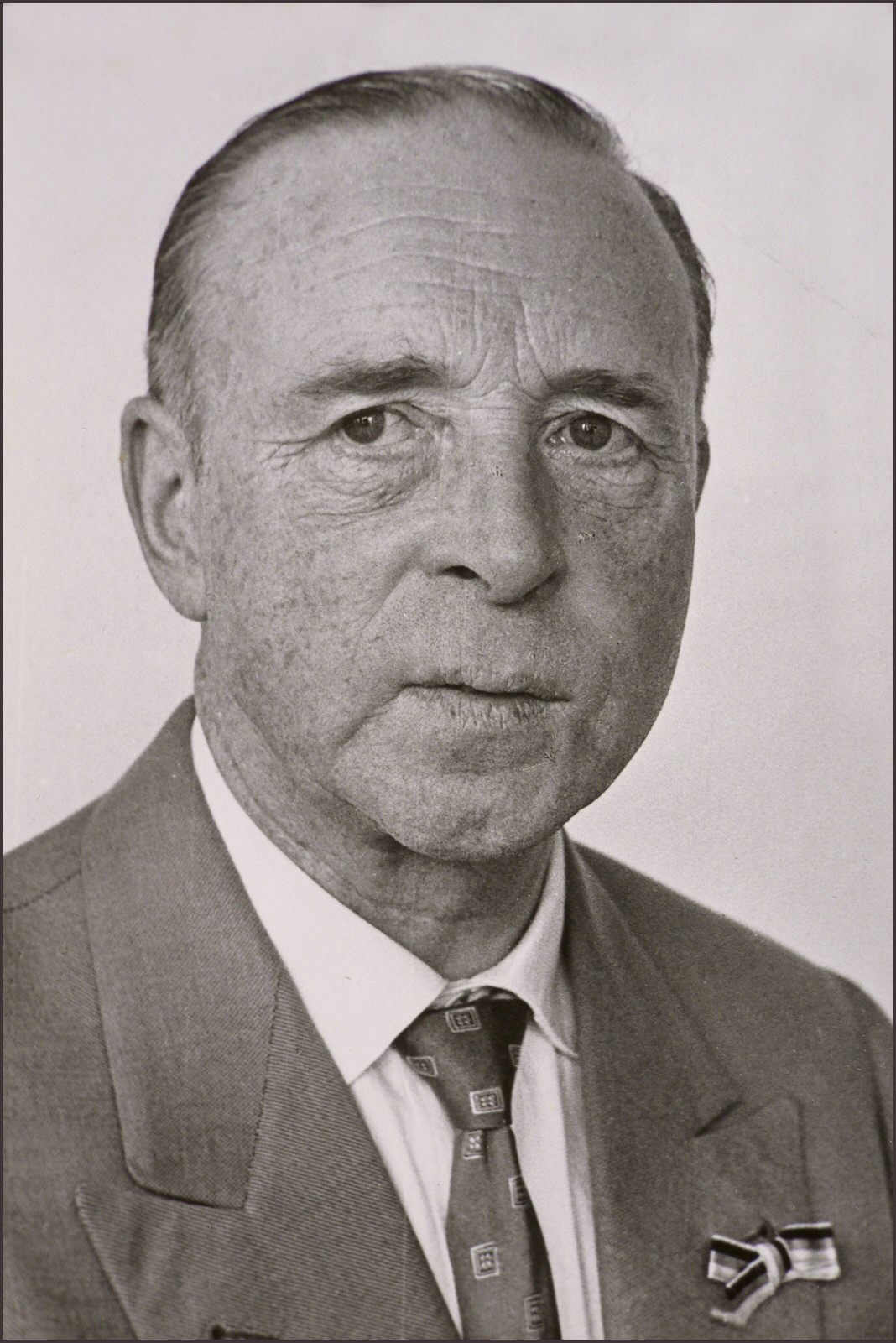
Friedrich Wilhelm Hauck (1897–1979)

- Hauck, Georg (1854–1921), deutscher Politiker (HBB) und Abgeordneter der 2. Kammer der Landstände des Großherzogtums Hessen
- Hauck, Georg (1904–1978), deutscher Politiker (CSU), MdL Bayern und Bürgermeister
- Hauck, Gerhard (* 1939), deutscher Soziologe und Afrikanist
- Hauck, Guido (1845–1905), deutscher Mathematiker, geheimer Regierungsrat und Professor für Mathematik
- Hauck, Gustav (1837–1911), deutscher Zigarrenfabrikant, Präsident der Handelskammer Heilbronn
- Hauck, Gustav (1910–1983), österreichischer Polizei- und Militärpilot
- Hauck, Hans, deutscher Orgelbauer in Ermland und Danzig
- Hauck, Hans (1920–2003), deutscher Mann
- Hauck, Helger (* 1942), österreichischer medizinischer Physiker und ehemaliger Hochschullehrer
- Hauck, Herbert (1930–2014), deutscher Theaterintendant, Dramaturg und Regisseur
- Hauck, Hilde (1905–1988), deutsche Widerstandskämpferin und Politikerin der (KPD), MdL
- Hauck, Johann Jakob von (1861–1943), deutscher Geistlicher und Erzbischof des Erzbistums Bamberg (1912–1943)Johann Jakob von Hauck (1861–1943)

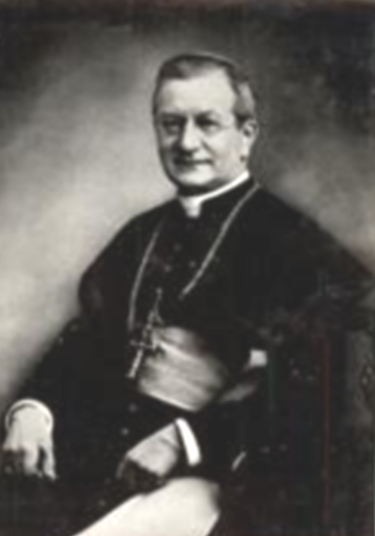
Johann Jakob von Hauck (1861–1943)

- Hauck, Johann Veit (1663–1746), österreichischer Maler
- Hauck, Johannes (* 1967), deutscher Fußballspieler
- Hauck, Karl (1916–2007), deutscher Mediävist
- Hauck, Karl Wilhelm Theodor († 1848), deutscher Müller und Politiker
- Hauck, Katharina (* 1973), deutsche Film-, Fernseh- und Theaterschauspielerin
- Hauck, Kathrin (* 1983), deutsche Squashspielerin
- Hauck, Leo (1874–1945), deutscher Arzt für Haut- und Geschlechtskrankheiten und Hochschullehrer
- Hauck, Lorenz Magnus von (1784–1861), bayerischer Ministerialrat
- Hauck, Ludwig (1870–1939), deutscher Zigarrenfabrikant
- Hauck, Maximilian (* 1963), deutscher Fußballspieler
- Hauck, Meike (* 1977), deutsche Theater- und Drehbuchautorin
- Hauck, Michael (* 1960), deutscher Steinmetz, Restaurator, Kunsthistoriker und DombaumeisterMichael Hauck (* 1960)

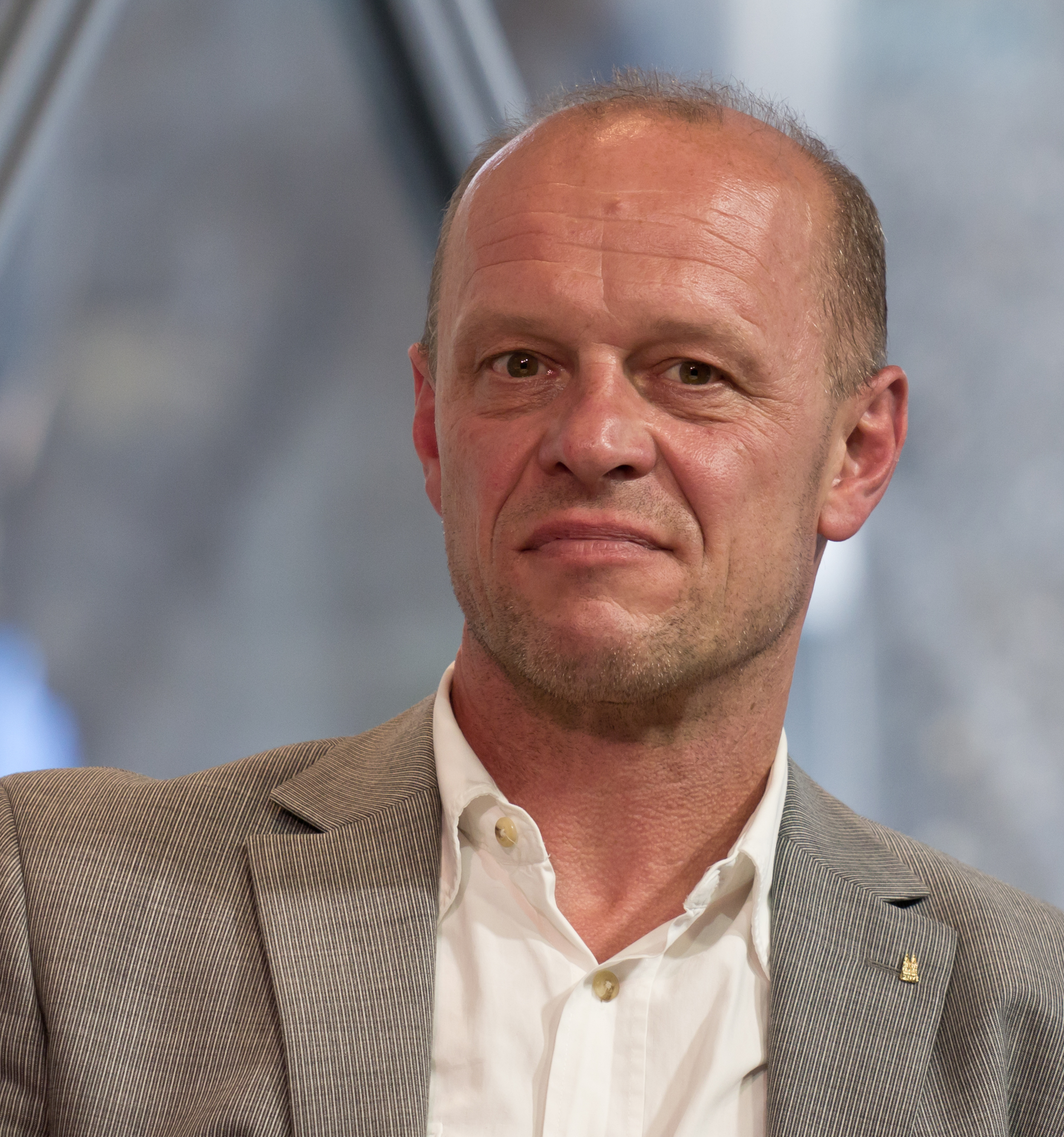
Michael Hauck (* 1960)

- Hauck, Mike (* 1945), britischer Sprinter
- Hauck, Otto (* 1938), deutscher Richter
- Hauck, Peter (* 1957), deutscher Bildhauer, Maler und Zeichner
- Hauck, Philip (* 1993), deutscher Fußballspieler
- Hauck, Philipp (1882–1935), Landtagsabgeordneter Volksstaat Hessen
- Hauck, Pierre (* 1976), deutscher Rechtswissenschaftler
- Hauck, Rainer (* 1978), deutscher Fußballspieler
- Hauck, Richard (1880–1947), deutscher Heimatkundler, Holzschnitzer und Staatspreisträger
- Hauck, Rudolf (1924–2003), deutscher Gewerkschafter und Politiker (SPD), MdB
- Hauck, Sebastian (* 1988), deutscher Fußballspieler
- Hauck, Sigmund (1669–1738), deutscher Prämonstratenserabt
- Hauck, Silke (* 1969), deutsche Jazz-, Blues-, Pop- und Soulsängerin
- Hauck, Stephan (* 1961), deutscher Handballspieler und -trainer
- Hauck, Theobald (1902–1980), deutscher Bildhauer und Steinmetz
- Hauck, Thomas Johannes (* 1958), deutscher Schriftsteller, Bühnenautor, Designer, Künstler und Schauspieler
- Hauck, Thomas von (1823–1905), deutscher Jurist und Politiker (Zentrum), MdR
- Hauck, Uwe (* 1967), deutscher Autor und Aktivist
- Hauck, Walter (1910–1991), deutscher Konzert- und Opernsänger (Lyrischer Bariton)
- Hauck, Walter (1918–2006), deutscher Offizier der Waffen-SS und Kriegsverbrecher
- Hauck, Wilhelm Philipp (1851–1920), österreichischer Mechaniker
- Hauck, Wolfgang (* 1964), deutscher Multimediakünstler, Fotodesigner, Musiker, Musikinstrumentenbauer, Theaterleiter, Regisseur, Produzent und Ausstellungsmacher
- Haucke, Erich (1901–1942), deutscher Politiker (NSDAP), MdR
- Haucke, Gert (1929–2008), deutscher Schauspieler, Schriftsteller und SachbuchautorGert Haucke (1929–2008)

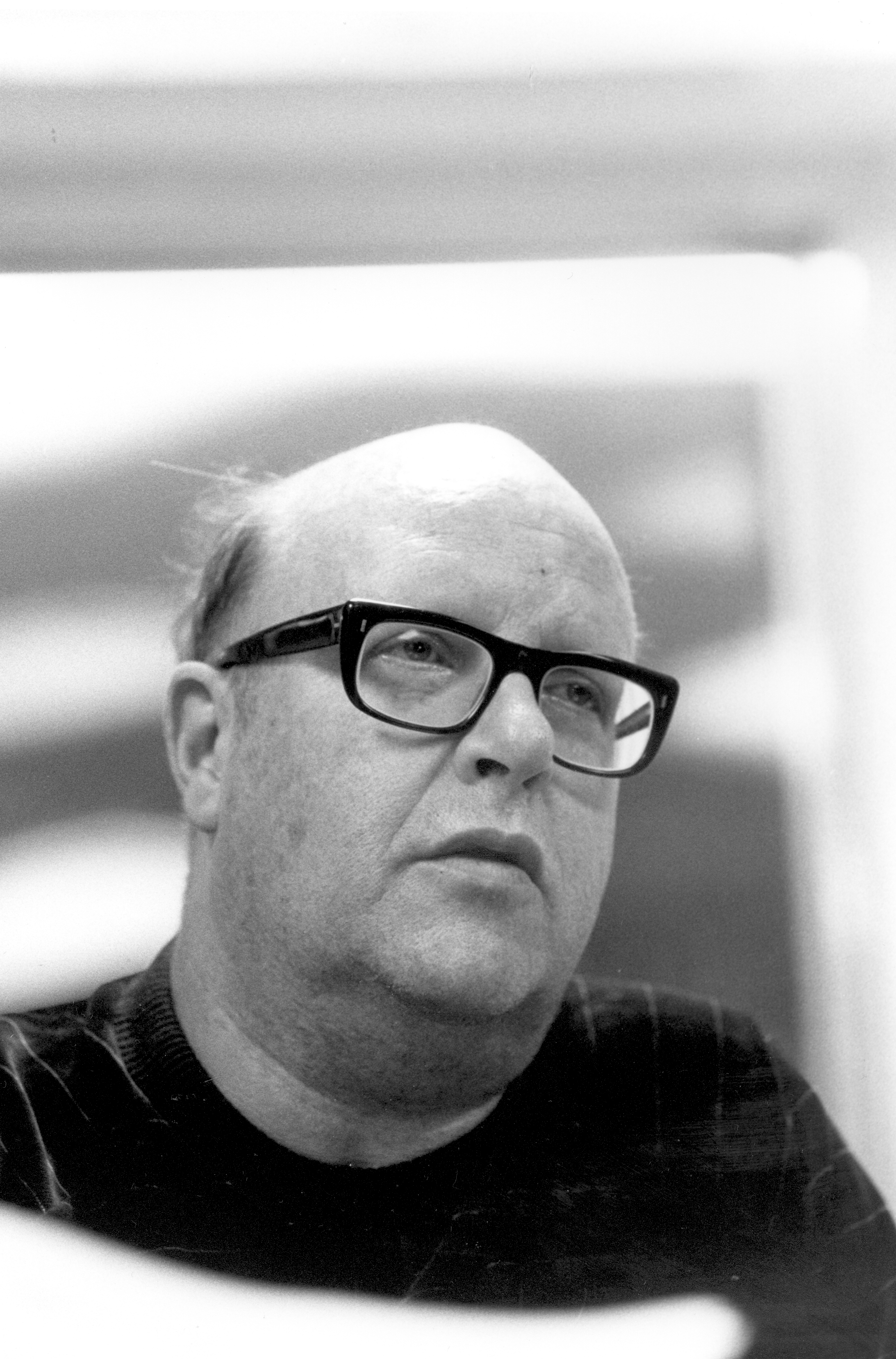
Gert Haucke (1929–2008)

- Haucke, Hermann (1886–1925), deutscher Landschaftsmaler der Düsseldorfer Schule
- Haucke, Ludwig (1877–1961), deutscher Gewerkschafter und Widerstandskämpfer gegen den Nationalsozialismus
- Haucke, Michael (* 1985), deutscher Basketballspieler
- Haucke, Philip (* 1978), deutscher Regisseur und Drehbuchautor
- Haucke, Ursula (1924–2014), deutsche Autorin
- Haucke, Volker (* 1968), deutscher Biochemiker und Zellbiologe
- Haucke-Liebscher, Dagmar (* 1944), deutsche Keramikerin